# Лала Сукуна
Рату сер Джосефа Лалабалаву Ванаяліялі Сукуна (англ. Josefa Lalabalavu Vanayaliyali Sukuna; 22 квітня 1888 — 30 травня 1958) — фіджійський вождь, інтелектуал і державний діяч. Його називають одним з «батьків нації» вважають передвісником проводу незалежного Фіджі, оскільки його діяльність заклала основу для самоврядування країни, сприяючи розвитку сучасних інституцій на Фіджі після досягнення незалежності від Сполученого Королівства у 1970 році. Перший фіджієць, посвячений в лицарі британським монархом.

## Родовід
Сукуна народився в родині жителів острова Бау, біля острова Віті-Леву, найбільшого острова архіпелагу Фіджі.
Його батько, Джоні Мадрайвіві, був сином бауанського аристократа і лідера повстанців Мара Капайваї. Мадрайвіві був держслужбовцем і напрацьовував зв'язки, які згодом мали вирішальне значення в житті його сина. Мати Сукуни, Аді Літіана Маопа, була сестрою туі наяу (вождя острова) Аліфереті Фінау Улукалала.
Протягом усього життя Сукуна вважався надійним претендентом на титул туі віті — монарха Фіджі.
Хоча не йому не було присвоєно головного титулу острова Бау, звідки він родом, у 1938 році, після традиційної процедури, його було вшановано титулом туі лау, який він носив до своєї смерті у 1958 році.

## Дитинство і молодість
Попри те, що Сукуна був корінним фіджійцем, його батько віддав його до індійської школи Вайруку в провінції Ра, заснованої в 1898 році Пандитом Бадрі Махараджем (який пізніше став першим індофіджійським членом Законодавчої ради Фіджі). Одним із учителів у школі був превелебний Чарльз Ендрю: англіканський священик, який отримав освіту в Оксфорді, прийняв католицтво, а потім повернувся назад, перш ніж відпливти на місію на Фіджі. Батько Сукуни вирішив, що син має отримати найкращу освіту, тому влаштував для нього приватні уроки в Ендрю.
Сукуна виявився винятково здібним учнем; пізніше автор Дерик Скарр сказав про нього, що він розмовляв англійською з «дзвінкими тонами стандартної південної англійської мови, ніби він вивчав дикцію з королівською родиною», що є рідкісним компліментом. Значною мірою завдяки впливу Ендрю молодого Сукуну відправили до престижної колегіальної школи у Вангануї, Нова Зеландія. Він був сильним у дебатах, грав у регбі та крикет і став чемпіоном Вангануї з боксу.
Сукуна сподівався залишитися в Новій Зеландії, щоб здобути університетський ступінь, однак через брак коштів був змушений повернутися на Фіджі, де в 1907 році він вступив на державну службу клерком п'ятого класу. Чудове володіння англійською забезпечило йому швидке просування по службі, і незабаром він став головним перекладачем уряду. У 1909 році його дядько Альфред Фінау Улукалала запросив його повернутися на острови Лау, щоб стати заступником директора провінційної школи Лау в Лакебі. Він також став запрошеним екзаменатором у школі королеви Вікторії та державній школі Левуки у віці 21 року. У Лакебі Сукуна зав'язав знайомство з молодим англійським директором школи Артуром Морісом Гокартом.
На той час жоден фіджієць не закінчував університет, і британська колоніальна адміністрація не бажала заохочувати вищу освіту для корінних жителів. Проте важливу роль тут зіграли зв'язки батька Сукуни: Мадрайвіві був особисто знайомий з колоніальним губернатором, сером Френсісом Генрі Меєм, і попросив його спробувати влаштувати його сина на навчання в британському університеті на тій підставі, що він склав іспити на атестат зрілості в колегіальній школі Вангануї. Вплив Мея переконав британського міністра колоній, й у 1913 році той неохоче надав Сукуні однорічну відпустку для вивчення історії в Вадем-коледжі Оксфордського університету. Фінансові труднощі завадили йому здійснити свою мрію отримати чотирирічний ступінь права в Кембриджі.
Навчанню завадила Перша світова війна, і Сукуна подав заяву на службу в британській армії. Британський уряд, однак, дотримувався політики відмови у вербуванні фіджійців. Вважаючи, що фіджійці ніколи не завоюють поваги своїх британських правителів, не довівши свою цінність на полі бою, Сукуна натомість записався до Французького іноземного легіону. Він хоробро воював і був поранений наприкінці 1915 року і був змушений повернутися на Фіджі. Однак наступного року він повернувся до Франції разом із Корінним транспортним загоном, щойно сформованою групою, що допомагала британській армії. За військові заслуги Сукуна був нагороджений французьким Воєнним хрестом і Воєнною медаллю.
Тепер, будучи героєм війни, Сукуна не мав труднощів зібрати кошти на своє повернення в Оксфорд. Наприкінці 1918 року він закінчив курс історії, скорочений для військових. Він продовжив навчання у Міддл-Темпл, асоціації баристерів, і в 1921 році отримав подвійний ступінь бакалавра мистецтв та права. Таким чином він став першим фіджійцем, який отримав університетський ступінь.

## Державна служба
Після смерті батька у 1920 році, Сукуні довелося повернутися на Фіджі, щоб зайняти своє місце голови матанґалі, або клану. У 1922 році він став головним помічником у Комісії з питань корінних земель, а через десять років працював у Ломаломі, а також на острові Лакеба на островах Лау як окружний і провінційний комісар. Того ж року він був призначений до Законодавчої ради як представник фіджійського народу (на той час неєвропейських членів ради призначали, а не обирали). У цій ролі Сукуна був присутній на коронації короля Георга VI і королеви Єлизавети в Лондоні у 1937 році.
У 1938 році Сукуна отримав титул туі лау («захисник тонганців Савани у Вануабалаву») — титул старшого вождя на островах Лау, який був вакантним протягом багатьох років. Багато в чому це формалізувало уже наявну реальність: він був найвпливовішим вождем на Фіджі, незважаючи на старшинство, яке мали інші вожді. Освіта Сукуни доповнювала його родовід: він був нащадком королівської сім'ї Фіджі та Лау, і жоден інший вождь не мав університетського ступеня. Повагу свого народу Сукуна заслужив працею: подорожуючи від села до села, Сукуна вислуховував простих людей і звертався з їхніми проблемами до колоніальної влади. У 1940 році він повернувся до Суви як Уповноважений із заповідників корінних земель. Того року він був нагороджений Орденом Британської імперії. У 1942 році він почав вербувати фіджійців для участі у Другій світовій війні. Британський уряд повністю змінив свою колишню позицію, згідно з якою корінні жителі не допускалися до армії, і Фіджійський батальйон під командуванням Едварда Сакобау (родича Сукуни) взяв участь у бойових діях на Соломонових островах.
Одним із найбільших досягнень Сукуни була його роль у створенні Довірчої ради корінних земель. Більшість землі Фіджі належала матанґалі, або кланам, але обробляли її індофіджійські фермери. До 1940 року кожен клан окремо домовлявся про умови оренди землі тим, хто її обробляв, що призвело до великої різноманітності умов оренди. Оскільки більшість земельних володінь були невеликими, мало які матанґалі змогли значно розвинути свої ділянки. Таким рішенням стало утворення Довірчої ради корінних земель — центрального органу, який утримував би землю у довірчій власності та здавав її в оренду бажаючим фермерам на умовах, які були б єдиними на всій території Фіджі. Однак переконати різні матанґалі прийняти цю схему було нелегко: землевласників просили назавжди відмовитися від контролю над своєю землею та довірити управління нею центральній владі. Майже самотужки Сукуна взявся пояснити пропозицію кожному матанґалі на Фіджі особисто, не покладаючись на радіопередачі чи друковані матеріали. Консультації тривали довго, і завершилися довгими й енергійними дебатами, на яких Велика рада вождів схвалила схему. Сер Філіп Мітчелл, тодішній губернатор, назвав це «одним із найбільших актів віри та довіри в колоніальній історії». Самому Сукуна було доручено досліджувати кожне землеволодіння та визначити, яку частку земель слід зарезервувати для поточних і майбутніх потреб матанґалі, а яку віддати в оренду.
Сукуна став секретарем у справах Фіджі. У 1944 році він відновив Регламентну раду корінних жителів, яку пізніше було перейменовано на Раду у справах Фіджі. У 1950 році його призначили радником британської делегації на засідання Четвертого комітету Генеральної асамблеї ООН в Лейк-Саксесі.
У 1939 році Сукуна став командором Найвидатнішого ордена Британської імперії, а в 1946 році — лицарем, на знак визнання його заслуг перед Фіджі. Після отримання у 1953 році другого лицарського звання — лицар командор Ордену Святого Михайла і Святого Георгія, — в 1954 році Сукуна був призначений першим корінним спікером Законодавчої ради. Незважаючи на те, що Законодавча Рада була лише частково виборною та мала куди мені повноваження, ніж сучасний парламент Фіджі, Законодавча Рада давала майбутнім лідерам Фіджі місце для набуття досвіду в роботі уряду. У 1956 році Сукуна сприяв створенню першої політичної партії Фіджі, Асоціації Фіджі під керівництвом Едварда Сакобау.

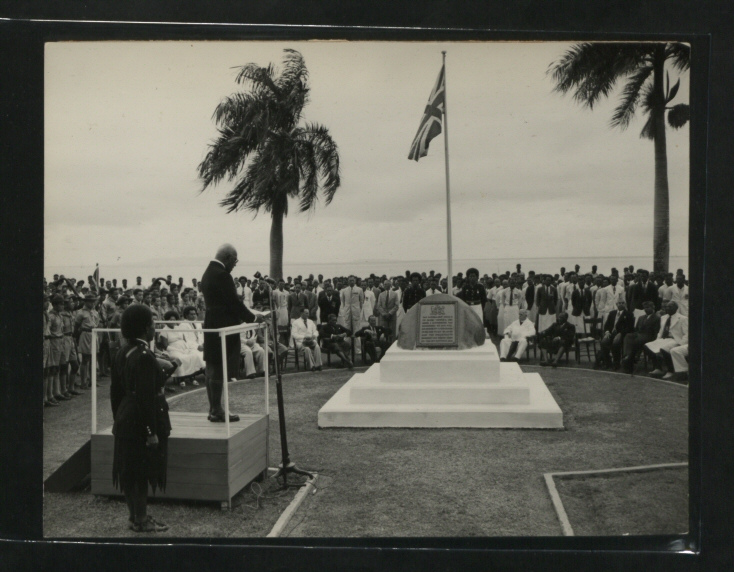
Лала Сукуна в 1954 році, на відзначенні 80-ї річниці приєднання Фіджі до Британської імперії

Лала Сукуна був традиціоналістом в питаннях як культури, так і державної влади і господарського розвитку, виступаючи за збереження традиційного сільського фіджійського суспільства та влади місцевих вождів на противагу демократизації. Він є автором відомої метафори про фіджійське суспільство як «стілець-триногу», що існує завдяки гармонії між корінними мешканцями, індійськими мігрантами та європейцями у Фіджі.

## Спадщина
Лала Сукуна був одружений двічі: з Марая Восавале (1903—1956) він взяв шлюб у 1928 році, а з Макою Лікутабуа (1934—2000) — у вересні 1957 року за вісім місяців до своєї смерті. У жодному шлюбі не було дітей, і спадкоємцем його титулу туі лау став його племінник Камісесе Мара. Від стосунків з Мелая Лутуківуя Сукуна мав дочку, Алані Сованатабуа, яку офіційно визнав своєю дитиною.
Сукуна помер 30 травня 1958 року на кораблі Arcadia на шляху до Англії. Похований у селищі Тубу, острів Лакеба, поряд із іншими вождями Лау.
Хоча він не дожив до здобуття Фіджі незалежності (у 1970 році), роль, яку він відіграв у роки до здобуття незалежності, була вирішальною. Окрім власної державницької діяльності Сутуни, важливим також стало його наставництво для кількох чоловіків, які пізніше відіграли ключові ролі в незалежному Фіджі. Його племінник, Камісесе Мара, став першим прем'єр-міністром, а пізніше президентом Фіджі; Едвард Сакобау багато років служив міністром Кабінету міністрів, а його двоюрідний брат Джордж Сакобау став фактичним главою держави як її перший генерал-губернатор з корінних фіджійців; Пеная Ганілау став першим президентом Республіки Фіджі. Усі четверо були особисто обрані Сукуною для керівництва і здобули освіту за кордоном за його кошт. Багато фіджійських політиків молодшого покоління, у тому числі з індофіджійської громади, вважають його зразком для наслідування.
День смерті Сукуни, 30 травня, є днем його національного вшанування.
Третій конституційний президент Фіджі, Джосефа Ілоїло, описав Сукуну як «велику та благородну людину … чия далекоглядність і бачення все ще впливають на наше майбутнє».

## Виноски
1. ↑  За фіджійськими звичаями Сукуна вважається Марі дядьком. В українській системі родинних зв'язків Сукуна доводиться Марі двоюрідним дядьком, у британській вони second cousins, once removed.